# Reprezentacja Wspólnoty Niepodległych Państw w hokeju na lodzie mężczyzn
Reprezentacja WNP w hokeju na lodzie mężczyzn wystąpiła w ramach ekipy olimpijskiej Wspólnoty Niepodległych Państw na turnieju hokeja na lodzie mężczyzn podczas Zimowych Igrzysk Olimpijskich we Francuskim Albertville 1992.
Był to jedyny międzynarodowy turniej mistrzowski, w jakim uczestniczyła ta reprezentacja. W turnieju zespół zdobył złoty medal pokonując w finale 23 lutego 1992 roku reprezentację Kanady 3:1 (0:0, 0:0, 3:1). Większość z zawodników reprezentacji WNP stanowili Rosjanie, jednak w składzie znalazło się również dwóch Ukraińców oraz jeden Litwin.
Łącznie reprezentacja rozegrała 16 meczów od stycznia do lutego 1992 roku: wpierw 8 przygotowawczych (sparingowo-towarzyskie), a następnie 8 na igrzyskach.
W 1992 złoty medal mistrzostw świata juniorów do lat 20 zdobyła kadra juniorska WNP.

## Skład reprezentacji na ZIO 1992
Siergiej Bautin, Igor Bołdin, Nikołaj Borszczewski, Wiaczesław Bucajew, Wiaczesław Bykow, Jewgienij Bawidow, Ołeksij Żytnyk, Darius Kasparaitis, Nikołaj Chabibulin, Jurij Chmylew, Andriej Chomutow, Andriej Kowalenko, Aleksiej Kowalow, Igor Krawczuk, Władimir Małachow, Dmitrij Mironow, Siergiej Pietrienko, Witalij Prochorow, Michaił Sztalenkow, Andriej Triefiłow, Dmitrij Juszkiewicz, Aleksiej Żamnow, Siergiej Zubow, Aleksiej Gusarow.
Trenerami kadry na igrzyskach byli Wiktor Tichonow, Władimir Jurzinow, Igor Dmitriew.